# Bela Duarte
Bela Duarte, nascida na ilha de São Vicente, é uma artista cabo-verdiana.
Estudou artes decorativas em Lisboa, Portugal. Durante a Revolução dos cravos, em 1974, voltou a Cabo Verde e no Mindelo, com Manuel Figueira e Luísa Queirós, formou a Cooperativa da Resistência.
Bela Duarte realizou trabalhos e pintou a óleo e acrílico, batik, couro e outros. Em 1992, juntamente com Luísa Queirós criou numa galeria no Mindelo a obra "Azul+Azul=Verde", com batique e artesanato.
Na década de 1970, Bela Duarte participou com sucesso em inúmeras exposições de arte em Cabo Verde, Bruxelas, Portugal, Paris e Estados Unidos pelo seu trabalho em batik. Em 1995, foi recebida pelo Instituto Nacional de Cultura e voltou a ser indicada, em prêmios da região de Fonte Lima.